# Johannes Ciconia
Johannes Ciconia (kolem 1370 – mezi 10. červnem a 13. červencem 1412) byl pozdně středověký hudební skladatel a hudební teoretik. Narodil se v Lutychu jako syn kněze a vysoce postavené dámy. Většinu dospělého života působil v Itálii, jmenovitě ve službách papeže Bonifáce IX. v Římě (doložen k roku 1391) a padovské katedrály (doložen od r. 1401).
Ciconiův hudební styl je eklektický, využíval prvky ars nova i složitějšího stylu ars subtilior, v pozdější fázi tvorby se blížil již renesanční melodice, například ve zhudebnění písně O rosa bella. Psal hudbu jak světskou (francouzská virelais, italské ballaty a madrigaly), tak duchovní (moteta a mešní hudbu, zčásti isorytmickou). Je také autorem dvou hudebních traktátů, Nova musica a De proportionibus.